# Pożar namiotu weselnego w Kuwejcie
Pożar namiotu weselnego w Kuwejcie – katastrofa, która miała miejsce 15 sierpnia 2009 w Al-Dżahra w Kuwejcie. W jej wyniku zginęło 57 osób, a około 90 zostało rannych.
Pożar wybuchł w namiocie, który był przeznaczony – zgodnie z muzułmańskim zwyczajem – dla kobiet i dzieci, dlatego też większość ofiar to kobiety i dzieci. Ewakuacja gości weselnych podczas pożaru była utrudniona ze względu na krewnych i znajomych uczestników imprezy, którzy przychodzili na miejsce, by dopytywać o losy poszkodowanych. W ewakuacji pomagało wojsko kuwejckie. 
Przyczyną pożaru była zemsta byłej żony pana młodego. 23-latka wylała benzynę na namiot i podpaliła go. Sprawczyni –  Nasra Yussef Mohammad al-Enezi – została skazana przez sąd na powieszenie. Wyrok wydano 30 marca 2010.
Rzecznik Ministerstwa Spraw Wewnętrznych poinformował, że z powodu pożaru prawdopodobnie wprowadzony zostanie zakaz organizowania wesel pod namiotami.